# 이자벨라 산토니
이자벨라 산토니(Isabella Santoni, 1995년 5월 6일 ~ )는 브라질의 배우이다.